# 阿讷蓬
阿讷蓬（法語：Annepont，法語發音：[anpɔ̃]）是法国滨海夏朗德省的一个市镇，位于该省中部偏东，属于圣让当热利区。

## 地理
阿讷蓬（45°50'22"N, 0°37'3"W）面积8.81 平方千米，位于法国新阿基坦大区滨海夏朗德省，该省份为法国西部滨海省份，北起旺代省，西临大西洋，南至吉倫特省，东南接多爾多涅省，东北接德塞夫勒省接壤，东临夏朗德省。
与阿讷蓬接壤的市镇（或旧市镇、城区）包括：瑞克、塔耶堡、圣伊莱尔-德维勒弗朗什。

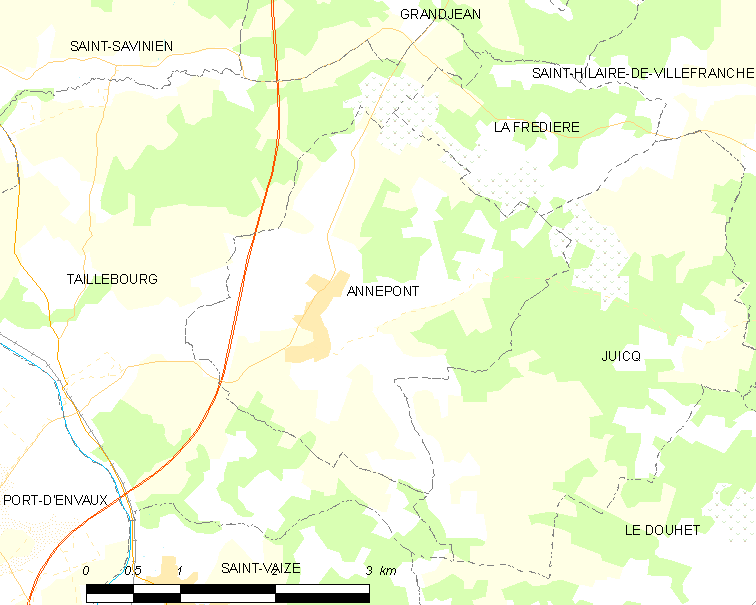
阿讷蓬的OSM定位图

阿讷蓬的时区为UTC+01:00、UTC+02:00（夏令时）。

## 行政
阿讷蓬的邮政编码为17350，INSEE市镇编码为17011。

## 政治
阿讷蓬所属的省级选区为圣让当热利县。

## 人口

1962-2008年间阿讷蓬人口变化图示

阿讷蓬于2022年1月1日时的人口数量为395人。